# Euchaetes epagoga
Euchaetes epagoga är en fjärilsart som beskrevs av Dyar 1913. Euchaetes epagoga ingår i släktet Euchaetes och familjen björnspinnare. Inga underarter finns listade i Catalogue of Life.